# Krugersdorp
Krugersdorp è una città del Sudafrica, situata nella provincia di Gauteng.

## Galleria d'immagini

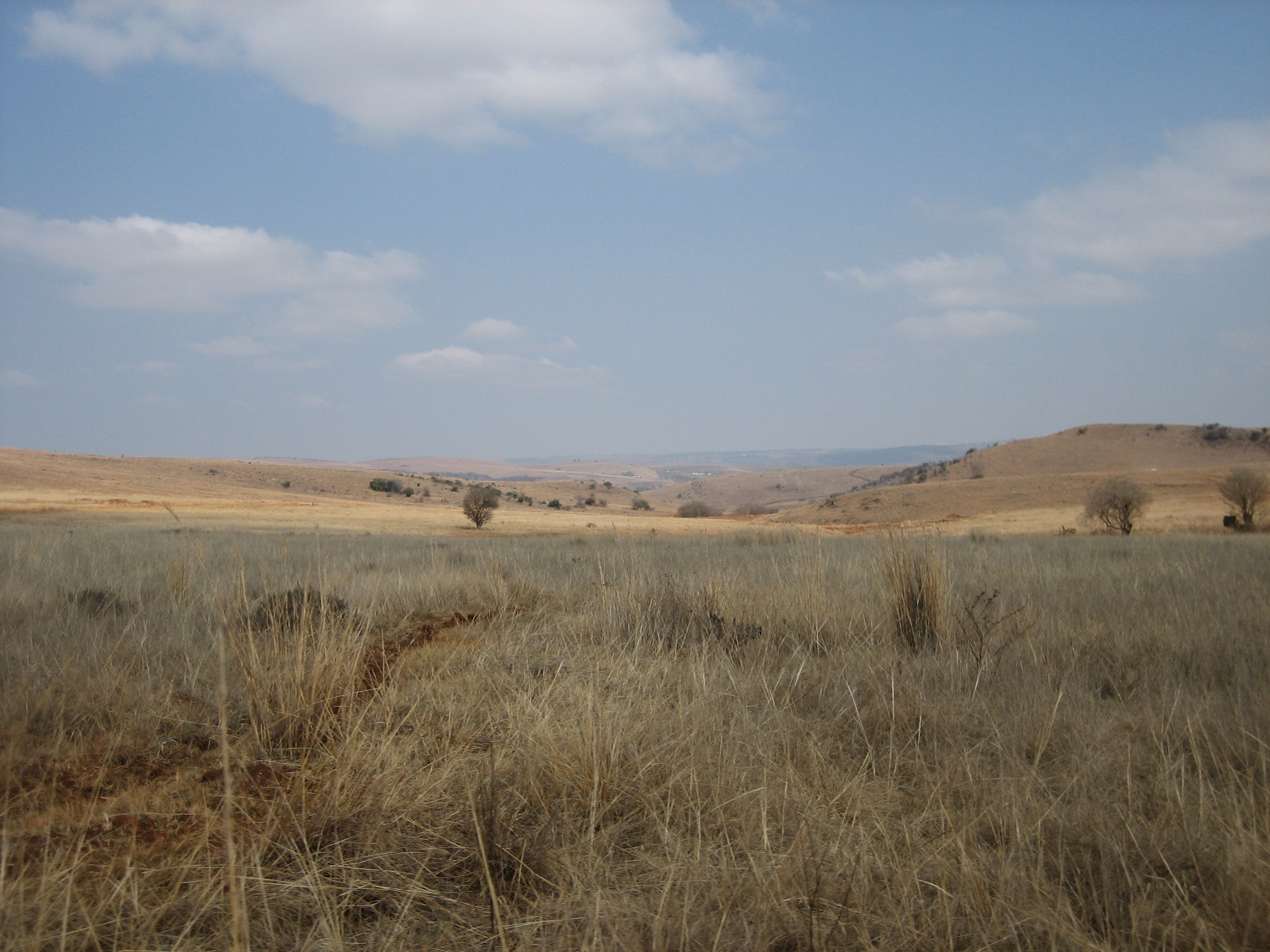
La Rhino and Lion Reserve di Krugersdorp
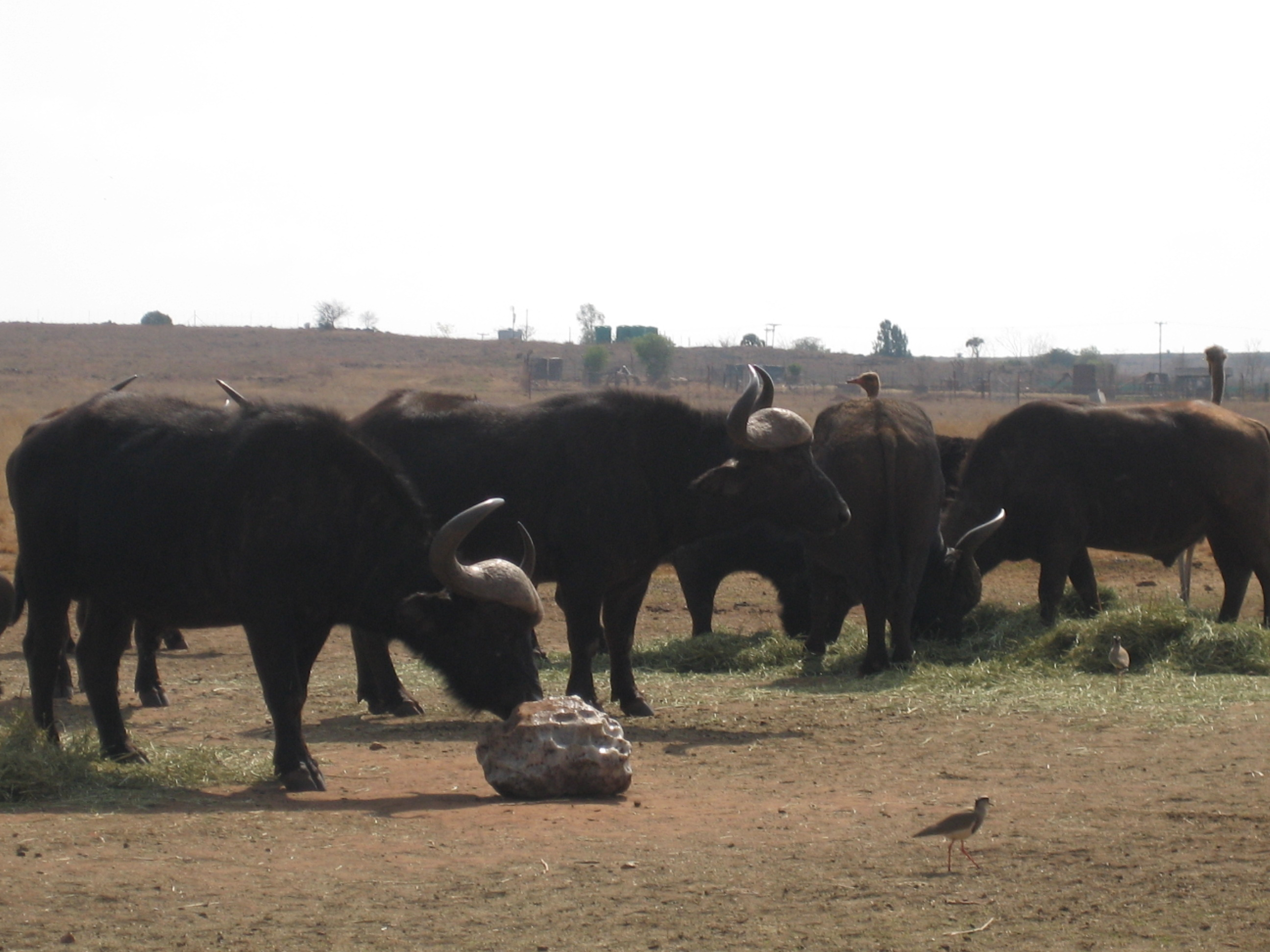
Bufali nella Rhino and Lion Reserve di Krugersdorp
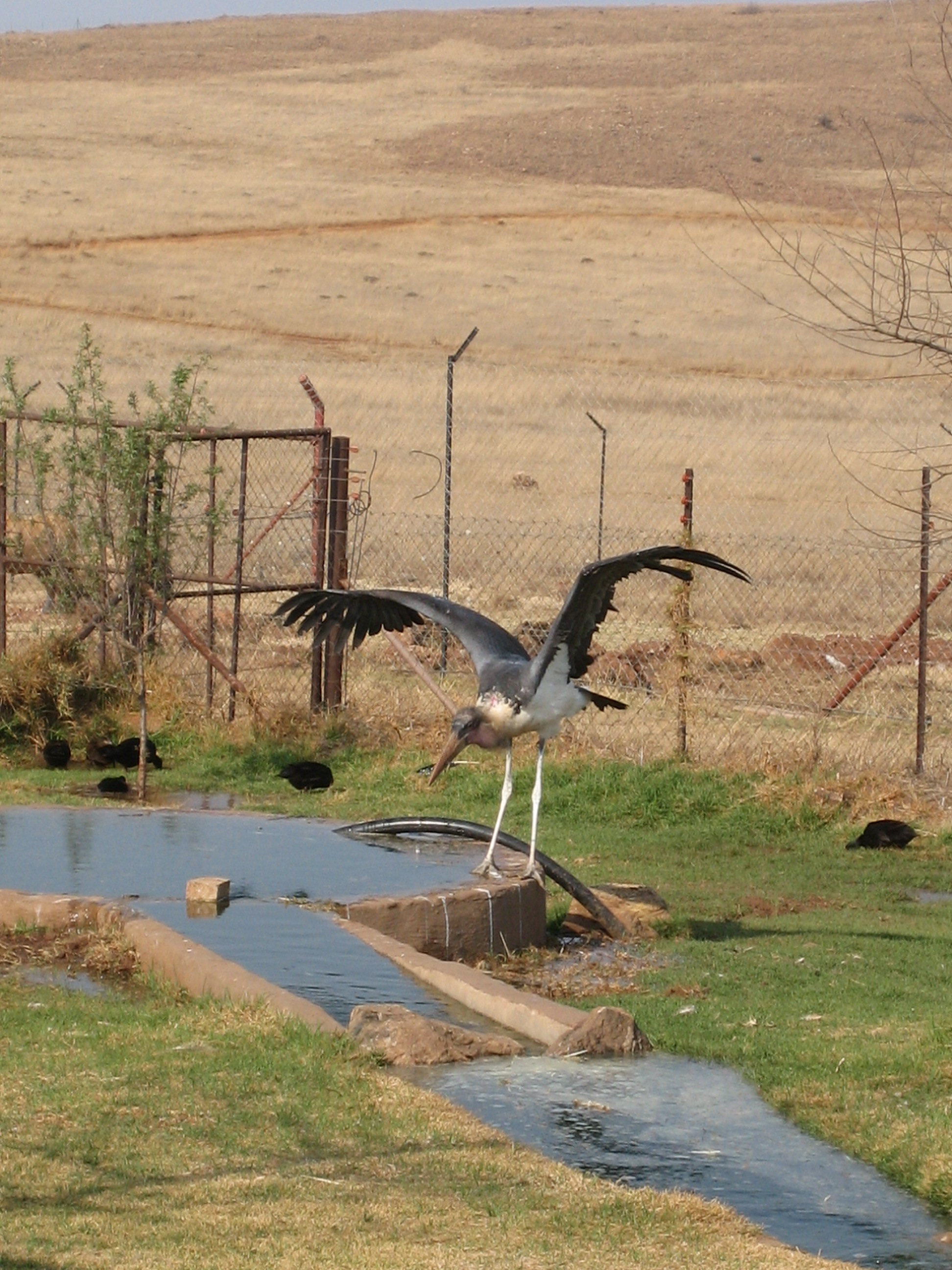
Gru nella Rhino and Lion Reserve
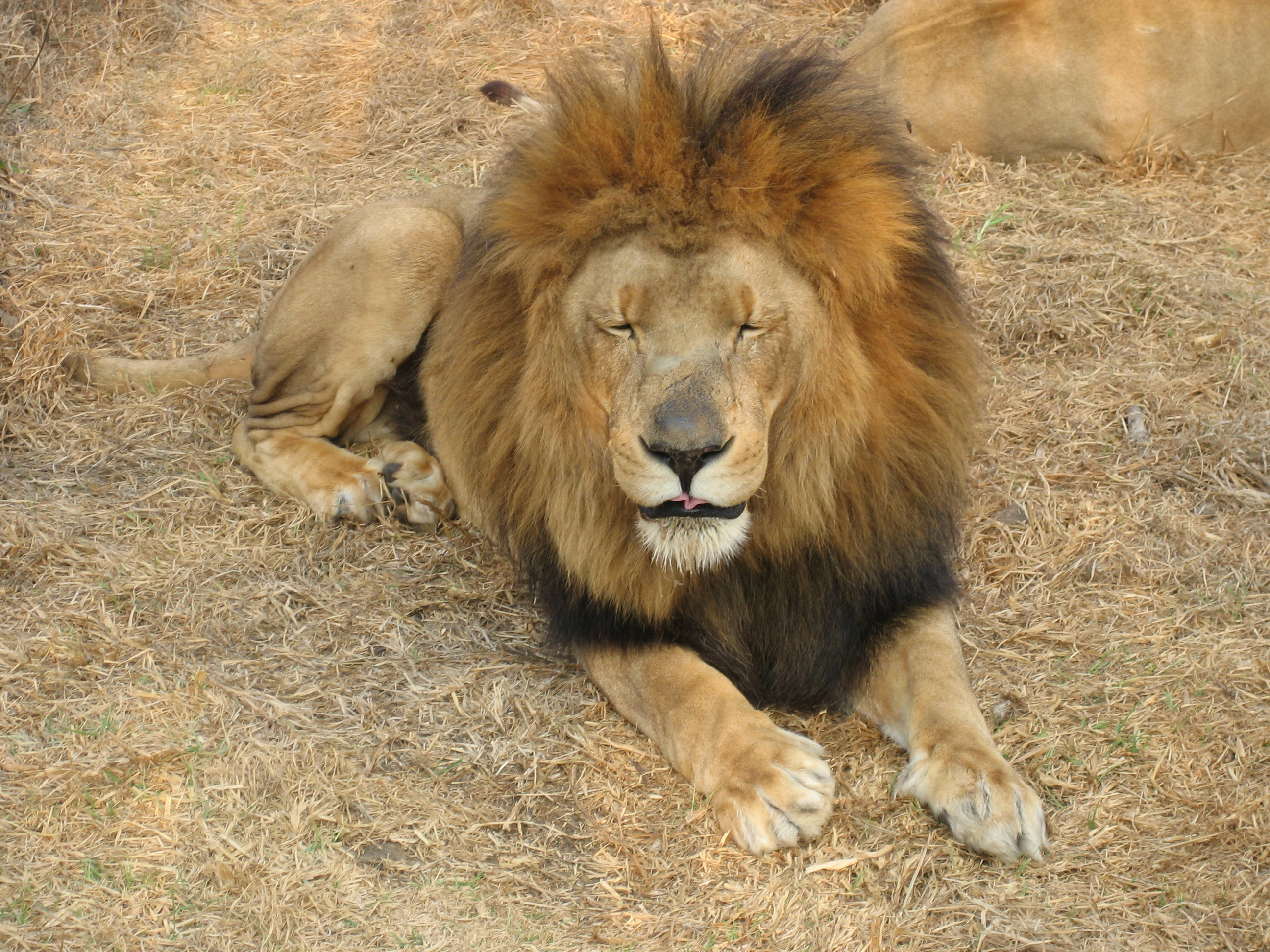
Il leone nella Riserva Rhino and Lion
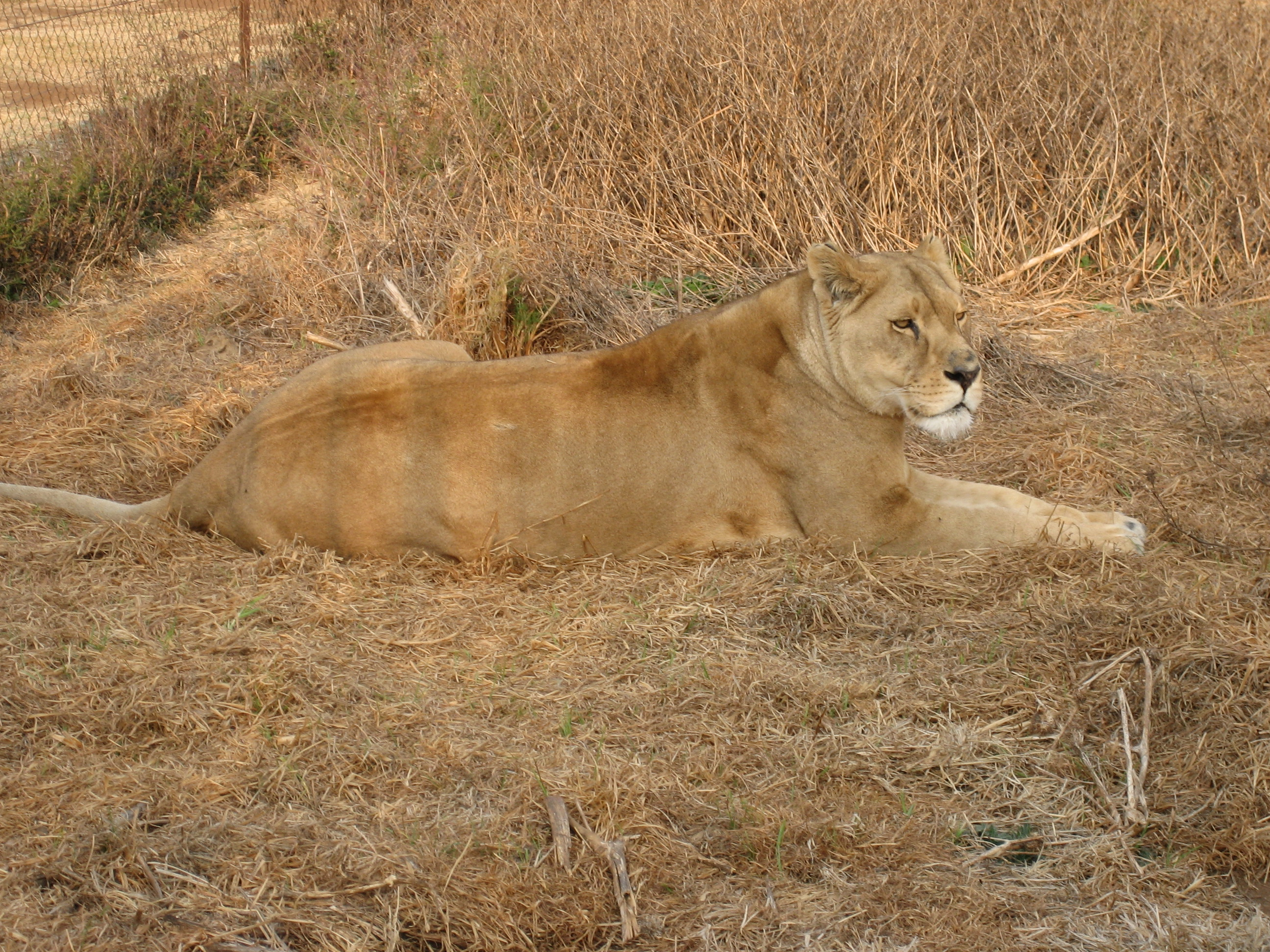
La leonessa nella Riserva